# Piazze di Pisa

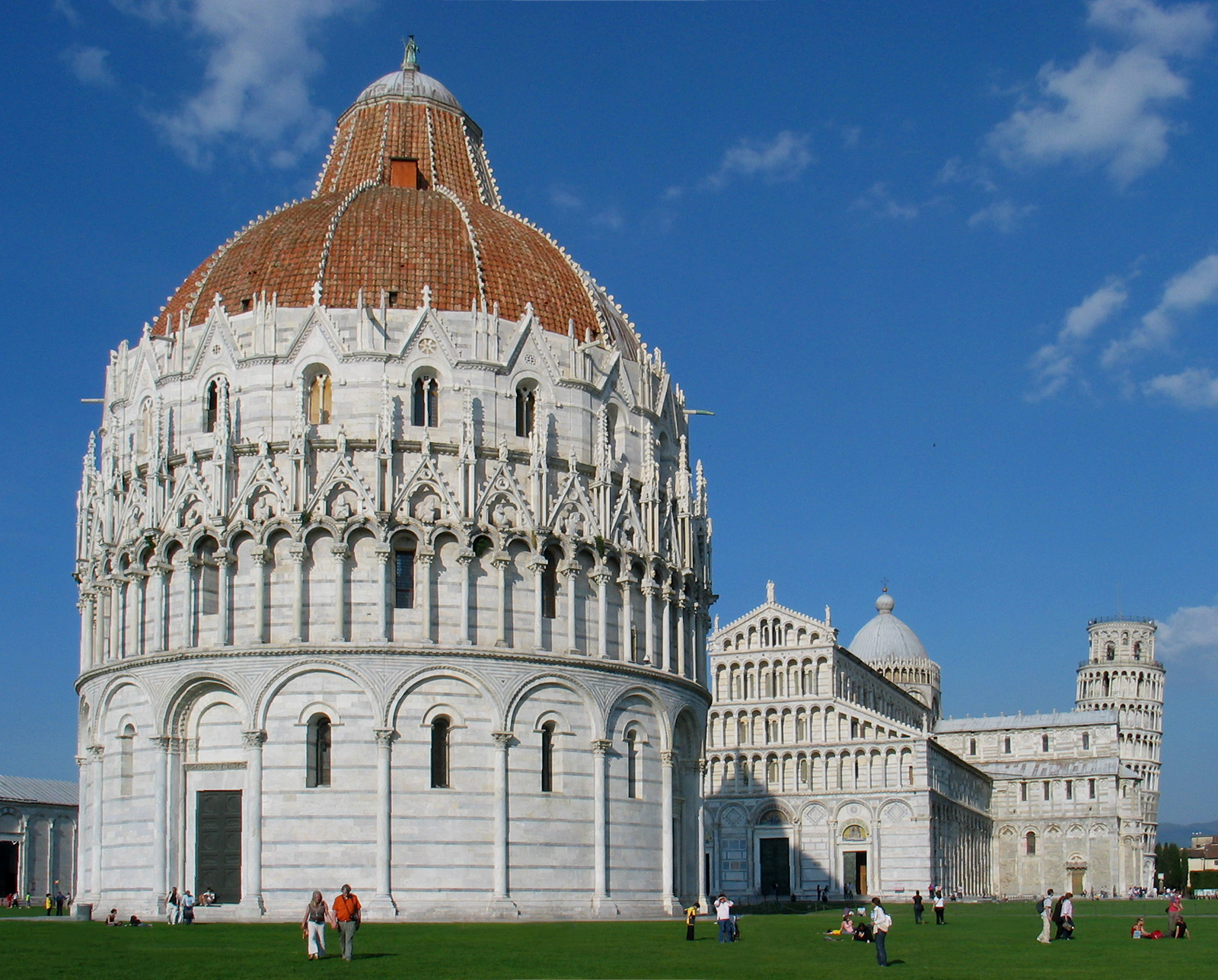
La piazza del Duomo

Elenco delle piazze di Pisa di interesse storico, artistico e architettonico.

## Centro storico

### Quartiere di Santa Maria
- Piazza dei Miracoli, nome col quale è nota la piazza del Duomo: costituita da un grande prato di gusto romantico, ha assunto l'attuale configurazione nell'Ottocento. Qui sorgono il Duomo, il Battistero, la torre pendente e il Camposanto monumentale.

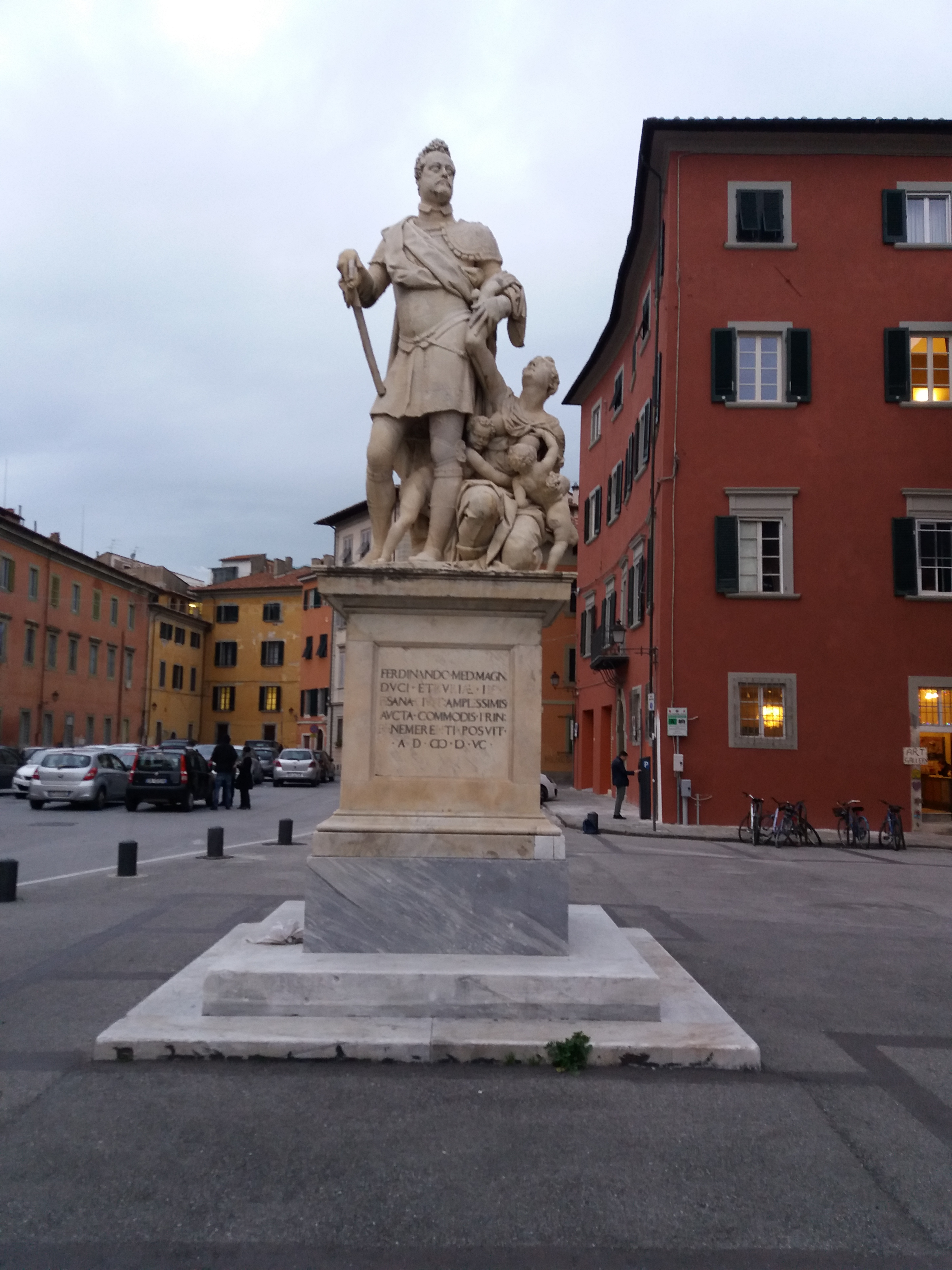
Statua di Ferdinando de' Medici, piazza Carrara, Pisa

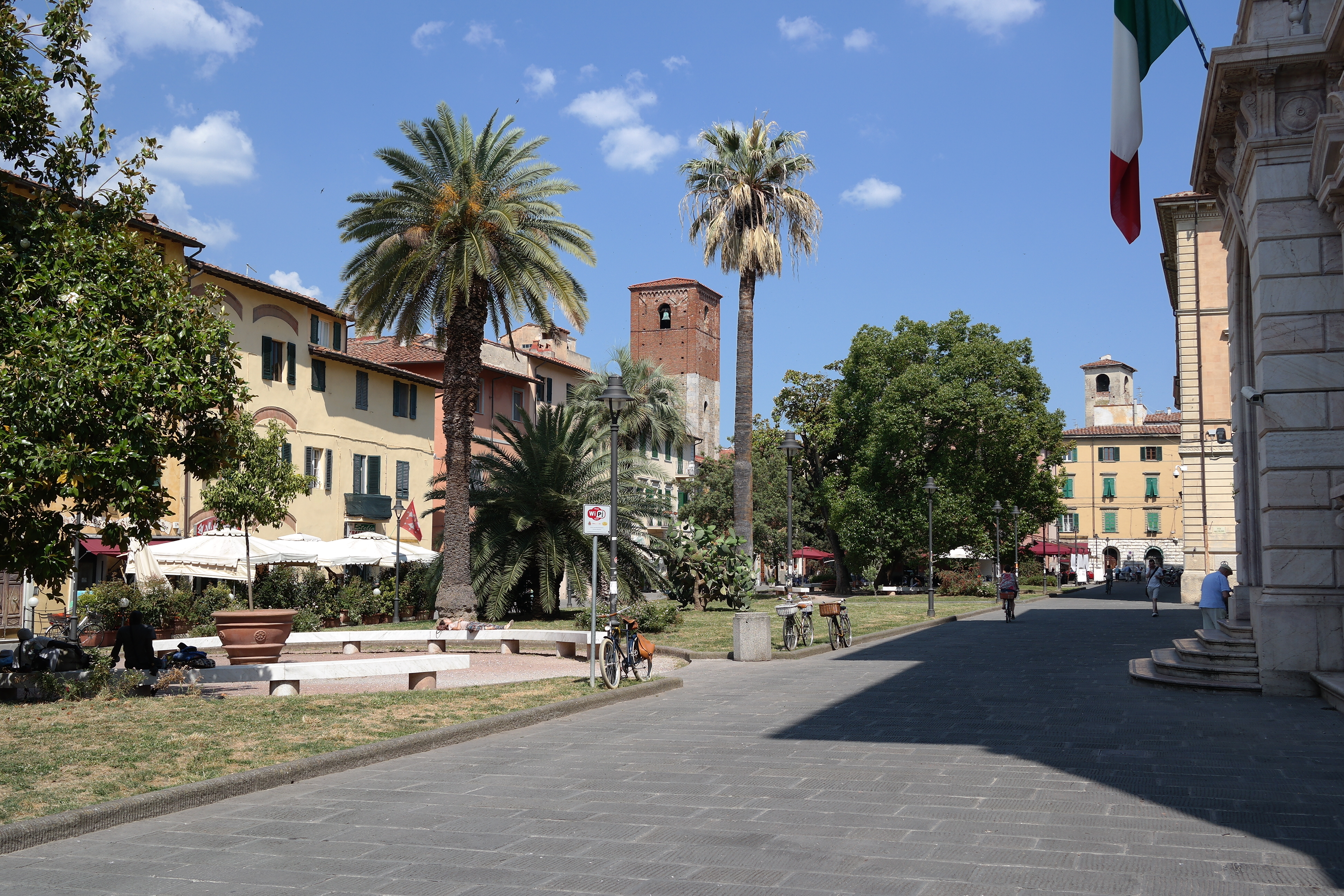
Piazza Dante

- Piazza Carrara: un tempo arsenale della città (la forma conica ricorda le insenature portuali), diviene nel XVII secolo la sede del potere mediceo in città. Nel Settecento vennero costituiti gli uffizi pisani, da parte dei Lorena, un distaccamento cittadino del sistema amministrativo granducale.
- Piazza dei Cavalieri: su cui affaccia la sede della Scuola Normale Superiore di Pisa.
- Piazza Francesco Buonamici: è una piccola piazza antistante la chiesa di San Sisto, poco distante da Piazza dei Cavalieri.
- Piazza Felice Cavallotti: è una piccola piazza a metà di Via Santa Maria dove si incrocia con via dei Mille. È presente una semplice aiuola con alberi e panchine.
- Piazza delle Vettovaglie: nasce come Piazza de' Porci, poiché ospitava il mercato della carne (in città ogni piazza aveva un utilizzo diverso), venne in seguito ricostruita per volere di Lorenzo de' Medici seguendo lo schema brunelleschiano di regolarità e simmetria.
- Piazza Dante: è la piazza che meglio rappresenta la vita universitaria della città. Intorno ad essa le facoltà di Giurisprudenza, Filosofia, Storia, Lettere e altri distaccamenti. Ogni giorno migliaia di studenti sostano ai numerosi bar che si affacciano sulla piazza, mentre la sera la piazza si trasforma in uno dei luoghi più silenti della città. È inoltre la sede dalla storica Sapienza di Pisa, l'università antica e del neoclassico palazzo della Cassa di Risparmio.
- Piazza Garibaldi: è situata in pieno centro cittadino, ai piedi del Ponte di Mezzo. Anticamente ospitava la loggia dei Galletti, dalla quale si apriva la via dei Setaioli, l'attuale lungarno Mediceo. Al centro si trova collocata la statua bronzea che rappresenta Giuseppe Garibaldi, opera di Ettore Ferrari del 1892. Sulla base del monumento sono rappresentati i momenti salienti della sua vita, in particolare l'arrivo a Pisa dopo il ferimento in Aspromonte. La piazza è circondata da edifici storici, come l'antica locanda delle Tre Donzelle (il palazzo all'angolo con il lungarno Pacinotti) e il settecentesco Casino dei Nobili.
- Piazza Giovanni Battista Donati: una piccola piazza nel cuore della città antica, circondata da casetorri medievali e dal Castelletto, una costruzione neomedievale sui resti della chiesa di San Felice e Regolo, di epoca longobarda.
- Piazza San Felice: piccola apertura sulla via Ulisse Dini circondata da edifici medioevali tra cui i resti della chiesa di San Felice e Regolo e dalla casa torre di via Ulisse Dini.

### Quartiere di San Francesco

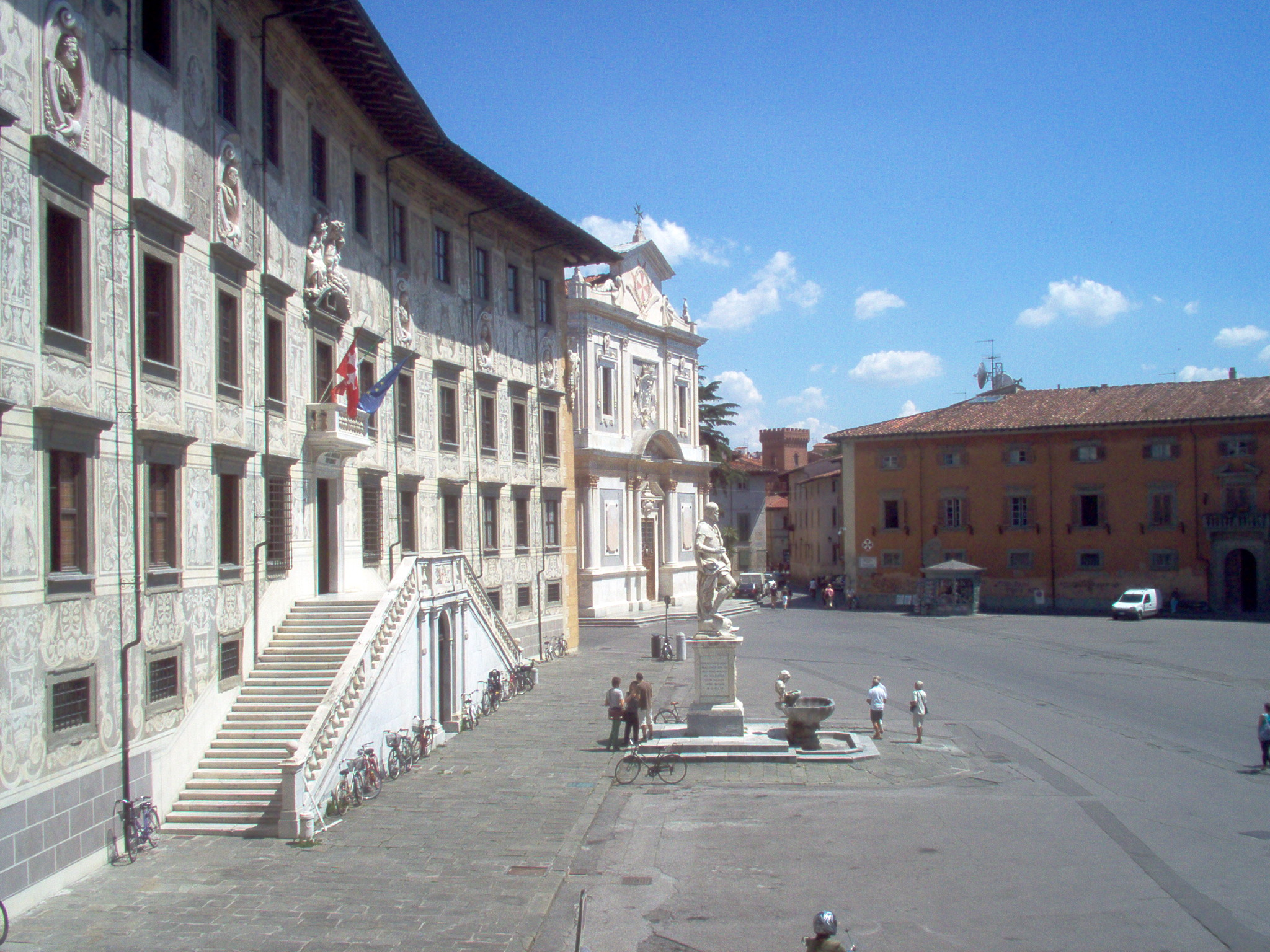
Piazza dei Cavalieri

- Piazza Cairoli: questa piazza costruita da Cosimo I de' Medici ha cambiato nome ben cinque volte, ma è comunemente chiamata dai pisani "Piazza della Berlina", poiché secondo la tradizione, i criminali venivano legati alle colonne (messi alla berlina) e scherniti dal resto della città. Al centro la Statua dell'abbondanza, opera di Pierino da Vinci della fine del Cinquecento.

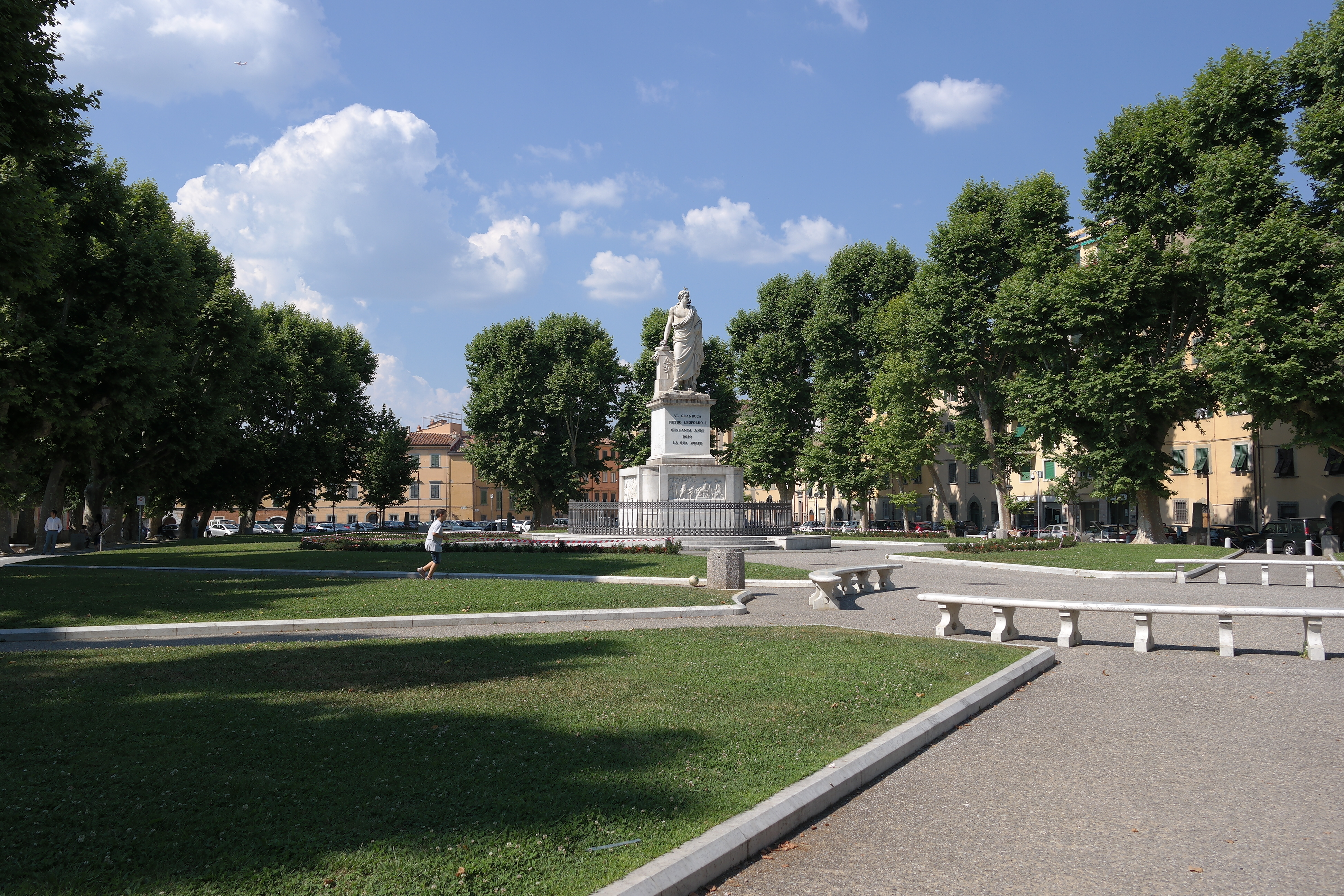
Piazza Martiri della Libertà

- Piazza Martiri della Libertà: l'ampia e alberata piazza fu ricavata in epoca lorenese ove aveva sede la chiesa e il convento di San Lorenzo alla Rivolta.
- Piazza delle Gondole: scalo civile e commerciale per chi proveniva dai Bagni di San Giuliano. Attraverso un collegamento fluviale le gondole entravano ed uscivano dalla città rapidamente. Rappresenta il punto di arrivo dell'Acquedotto mediceo.
- Piazza San Paolo all'Orto: vasto rettangolo sul quale si affacciano il teatro Verdi, la chiesa di San Paolo all'Orto, sede della Gipsoteca pisana e il cinema Odeon, uno dei più frequentati della città.
- Piazza D'Ancona: pittoresca piazza dal gusto ottocentesco, sede del primo Museo Civico cittadino, all'interno di Palazzo Ruschi.
- Piazza San Francesco: può essere considerata il vasto sagrato della chiesa eponima, dedicata a San Francesco d'Assisi. Completamente rivestita in listelli di cotto, posti a lisca di pesce, presenta una strada centrale lastricata in marmo che conduce all'entrata della chiesa.
- Piazza Mazzini: quinta e ultima piazza che si affaccia sulla riva settentrionale del fiume (se si esclude la piazzeta di San Matteo in Soarta), in prossimità del Ponte della Fortezza, è dominata dalla statua di Giuseppe Mazzini, opera di Orazio Andreoni del 1883, posta in onore patriota italiano morto a Pisa nel 1871. Circondata da eleganti palazzi medievali, è la sede del palazzo del Governo cittadino, sorto negli spazi del Palazzo Medici, dove morì Eleonora da Toledo, consorte di Cosimo I de' Medici.
- Piazza San Silvestro: una caratteristica piazza dal perimetro irregolare dominata da grandi pini marittimi, questo vasto spazio fu la prima sede della Scuola Normale Superiore di Pisa, fondata da Napoleone Bonaparte nel 1810, all'interno del convento di San Silvestro.

### Quartiere di San Martino

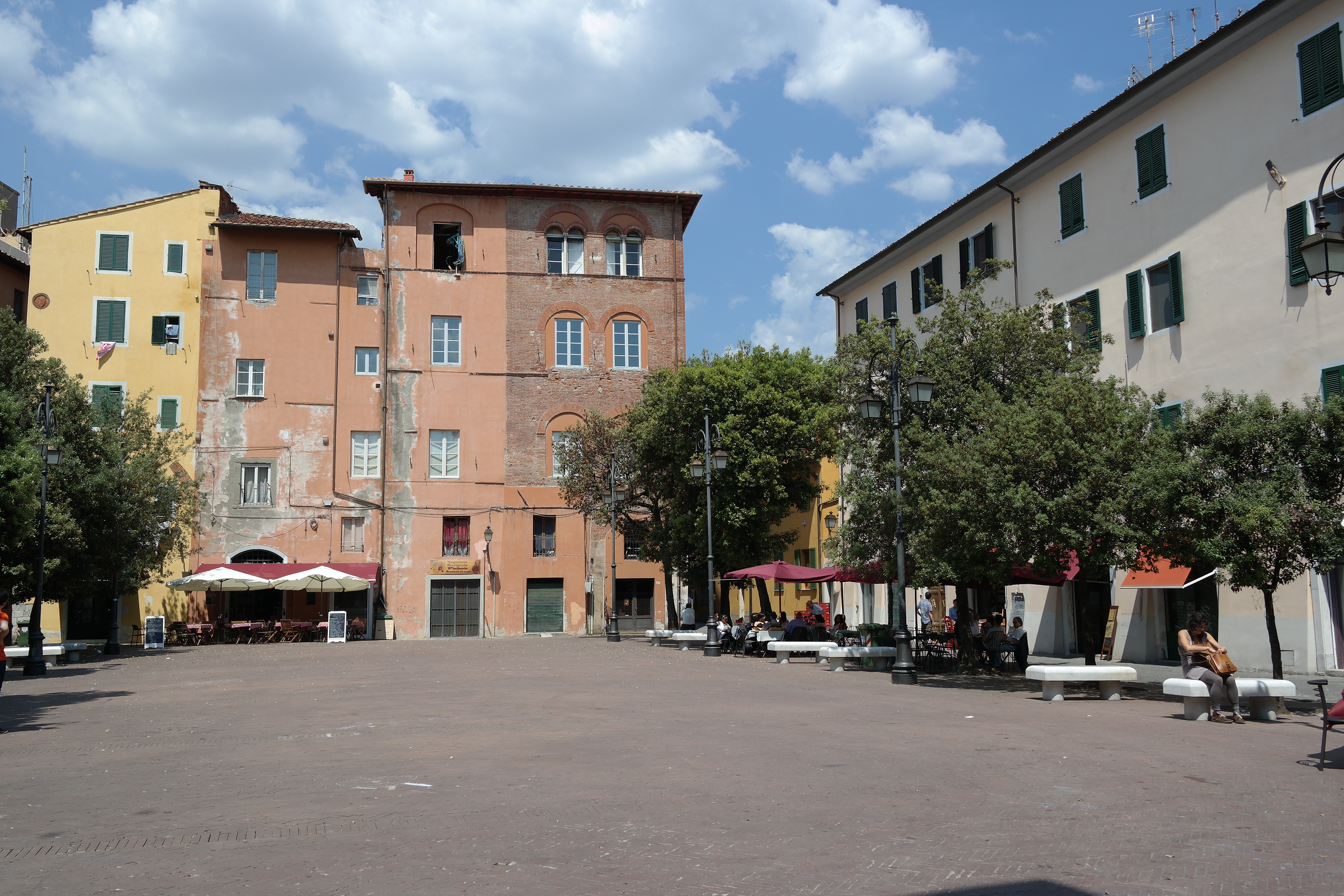
Piazza Chiara Gambacorti

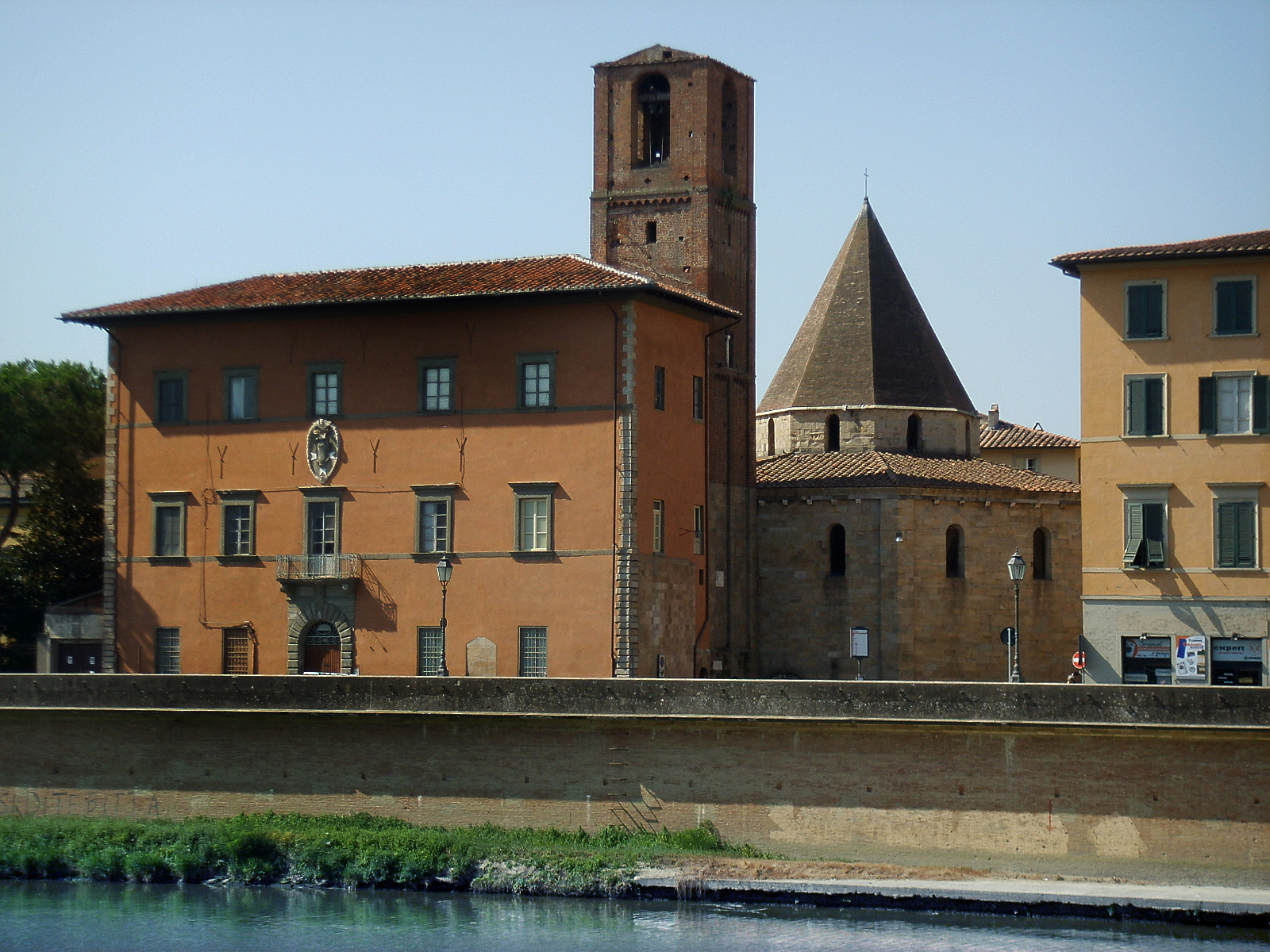
Uno scorcio della chiesa del Santo Sepolcro, del Palazzo dei Cavalieri di Malta e della piazza

- Piazza Chiara Gambacorti già piazza della pera: è una piccola e coloratissima piazza nel cuore del quartiere di San Martino. Un tempo più piccola, poiché al centro sorgeva la chiesa di San Lorenzo in Kinzica, distrutta nel Novecento. Rappresenta uno dei ritrovi più interessanti e vivi durante le serate pisane. Il nome "Pera" proviene dall'eponima via sull'angolo della quale è stata posta una copia di un cippo etrusco a forma di pera, o cipolla.
- Piazza San Martino: nel cuore della via più elegante della città, antico tracciato della via Aemilia Scauri, questa piazzetta è un punto di ritrovo per i giovani della città e sede di un piccolo mercato cittadino bisettimanale. Prende il nome dall'imponente chiesa di San Martino, una delle più grandi della città.
- Piazza Santo Sepolcro: è l'antico spazio dove i Cavalieri Ospitalieri crearono la loro sede cittadina sul gretto del fiume e in prossimità di una cisterna. La piazza è dominata dalle forme austere della chiesa del Santo Sepolcro, uno dei pochi esempi di architettura a pianta centrale in città.
- Piazza del Carmine: molto frequentata, questa piazza sorge al centro di corso Italia, la principale asse commerciale della città. Di piccole dimensioni, ma circondata da interessanti architetture, quali il palazzetto neogotico veneziano e la chiesa del Carmine, prima chiesa di fondazione carmelitana. Al centro della piazza l'ottocentesca statua di Nicola Pisano, simbolo dell'arte italiana nel Duecento.
- Piazza Giuseppe Toniolo: è una piccola piazza attigua a Piazza Guerrazzi e posta all'ingresso sud est del centro storico. Anticamente era presente nelle vicinanze la Porta Fiorentina, abbattuta all'inizio del 1900 insieme ad un baluardo della Cittadella Nuova per far posto alla rampa d'accesso del ponte della Vittoria.

### Quartiere di Sant'Antonio
- Piazza XX Settembre: conosciuta da tutti come la piazza dell'Orologio, o de' Banchi, questa piazza è principalmente la discesa del Ponte di Mezzo, sulla quale si affacciano le logge del Palazzo Comunale, le Logge di Banchi prima banca cittadina, poi mercato della Seta sotto il potere mediceo, infine il Palazzo Pretorio, dalla facciata ottocentesca, opera di Alessandro Gherardesca, sull'angolo del quale si erge la Torre dell'Orologio, uno dei simboli cittadini in epoca moderna.
- Piazza Sant'Antonio: questa trafficatissima piazza, che porta i segni evidenti del bombardamento del 31 agosto 1943, ospita la chiesa di Sant'Antonio, anch'essa bombardata durante la guerra, ora punto di riferimento dell'arte contemporanea pisana, poiché sul lato settentrionale rivela il grande murale di Keith Haring, Tuttomondo. In prossimità del tratta di mura medievali ancora visibile dalla piazza, si trova la vecchia stazione ferro-tranviaria, conosciuta dai pisani come la stazione del trammino della linea Pisa-Tirrenia-Livorno.
- Piazza San Paolo a Ripa d'Arno: questa grande piazza alberata era il biglietto da visita della città per chi proveniva dal mare. A dominare lo spazio è la chiesa di San Paolo a Ripa d'Arno, conosciuta a Pisa come il Duomo Vecchio, uno dei più importanti esempi di Romanico Pisano. Lo spazio verde un tempo era sede del velodromo di Pisa, mentre in prossimità della Porta Degazia si erge la novecentesca Villa Di Maio, una delle più eleganti residenze cittadine costruita negli anni venti per l'allora presidente della Saint Gobain.

## Area urbana

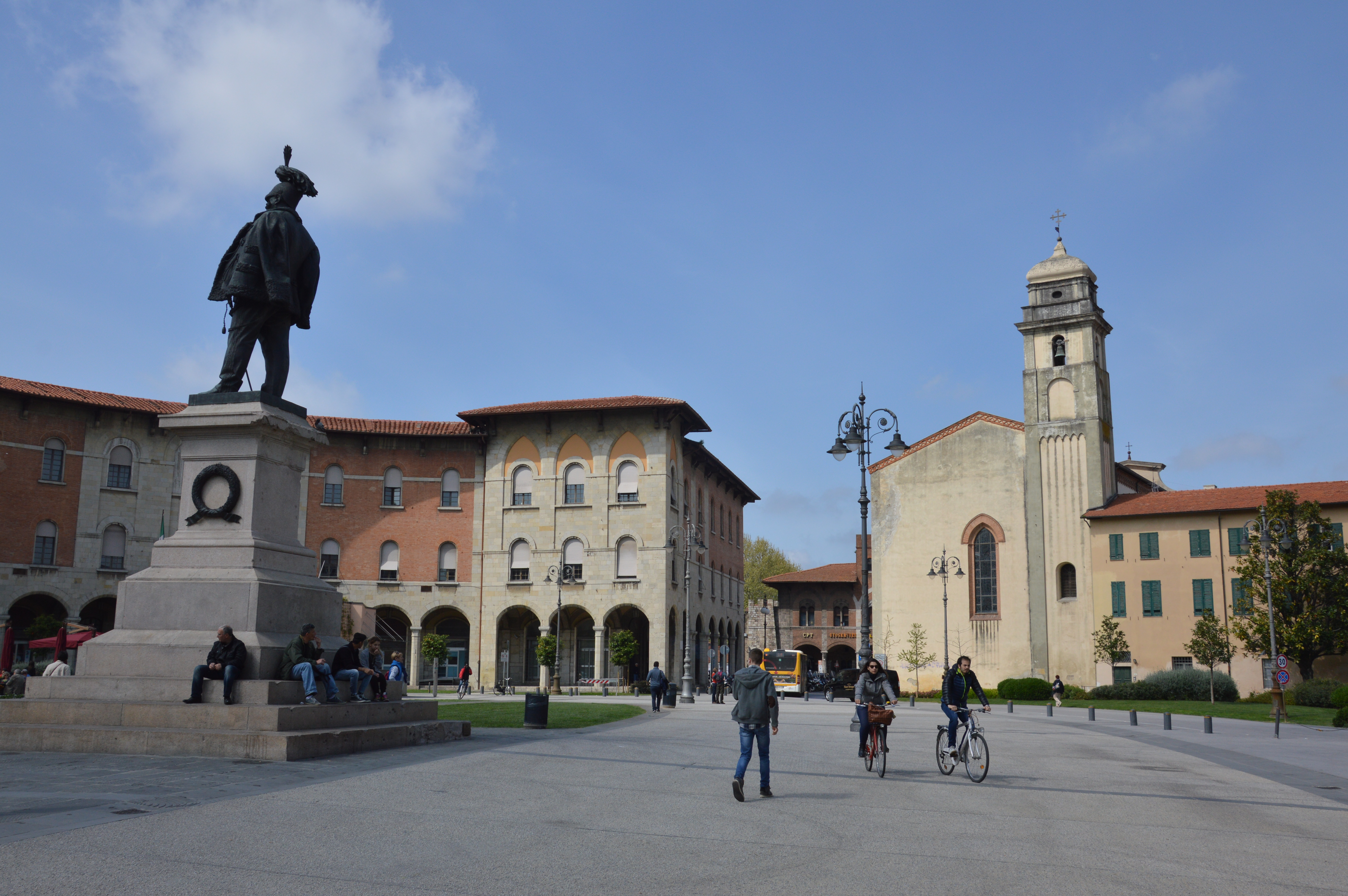
Piazza Vittorio Emanuele II

- Piazza Vittorio Emanuele II: grande piazza che costituisce il termine meridionale di Corso Italia, di fronte alla stazione ferroviaria. Frutto di un riassetto urbanistico avvenuto alla fine del XIX secolo, per la sua realizzazione furono demolite le mura medievali e la porta di San Gilio. Sulla piazza si affacciano, in senso orario da nord, il palazzo della Camera di Commercio, i neogotici palazzi delle Poste e della Provincia (entrambi del 1929, il secondo originariamente palazzo del Littorio), e il retro della chiesa di Sant'Antonio Abate. Al centro è posto il monumento a Vittorio Emanuele II (1890). L'intero perimetro è stato sottoposto a lavori di restauro, con la creazione di un parcheggio sotterraneo, che si sono protratti per oltre dieci anni: l'inaugurazione definitiva è avvenuta l'11 febbraio 2012. In continuità alla piazza, sul lato occidentale, si apre la piazzetta di Sant'Antonio, celebre per il murale Tuttomondo di Keith Haring sul fianco dell'omonima chiesa.
- Piazza Francesco Domenico Guerrazzi: piazza che costituisce un ampio nodo stradale del centro urbano di Pisa tra il Ponte della Vittoria e i viali che conducono alla stazione ferroviaria. Sulla piazza si affacciano parte del complesso della Cittadella Nuova e soprattutto la Stazione Leopolda.

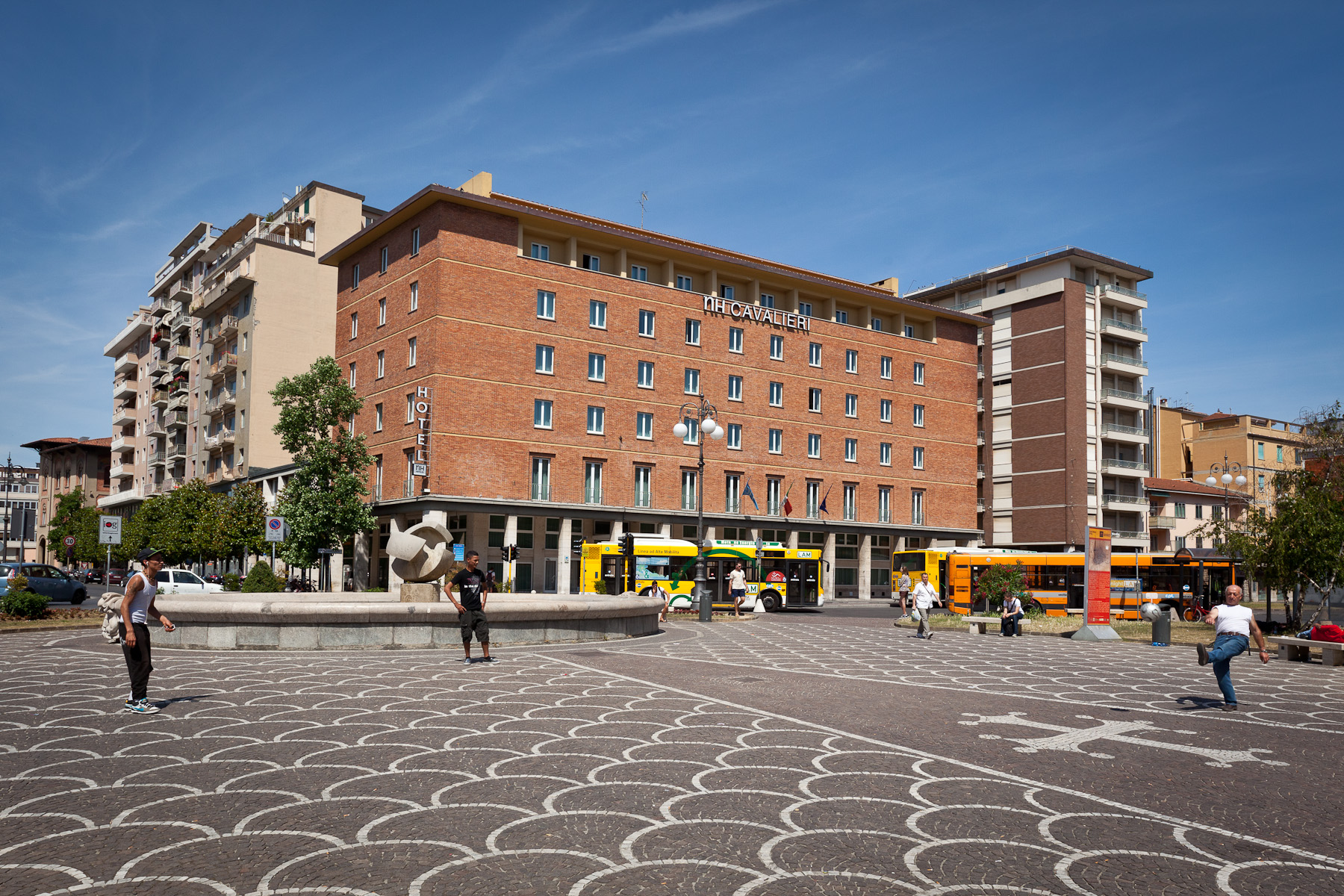
Piazza della Stazione

- Piazza della Stazione: piazza su cui si affaccia la stazione di Pisa Centrale, comprende anche un parcheggio e un ampio piazzale degli autobus. Al centro si trova un'isola pedonale attigua all'ingresso della stazione con una fontana. In tempi recenti è stato realizzato dirimpetto al fabbricato viaggiatori l'imponente edificio alberghiero NH Cavalieri.
- Park Brennero: ampio piazzale situato nella zona di Pratale lungo via Paparelli, è in realtà uno dei parcheggi scambiatori della città di Pisa. Si tratta tuttavia anche di una piazza frequentata dalla popolazione in quanto luogo dove si svolge il mercato settimanale cittadino.
- Piazza Daniele Manin: rappresenta lo stazio antistante alla Porta Nuova, entrata est di Piazza dei Miracoli.
- Piazza San Michele degli Scalzi: posta nel quartiere di San Michele, si affaccia la chiesa di San Michele degli Scalzi, la biblioteca SMS Biblio e un tempo uno stabilimento della storica fabbrica ceramiche della Richard-Ginori.
- Piazza Giusti: posta nel quartiere di San Giusto subito dopo il cavalcavia, utilizzata coma area verde